# Ne daj se, Nina
Ne daj se, Nina é uma telenovela croata-serva produzida e exibida pela RTL Televizija e Prva Srpska Televizija, cuja transmissão original ocorreu em 2007. É uma adaptação da trama colombiana Yo soy Betty, la fea, escrita por Fernando Gaitán.

## Elenco
| Ator/Atriz         | Personagem         |
| ------------------ | ------------------ |
| Lana Gojak         | Nina Brlek         |
| Robert Kurbaša     | David Glowatzky    |
| Petar Ćiritović    | Petar Vidić        |
| Bojana Ordinačev   | Patricija Vučković |
| Kristina Krepela   | Barbara Vidić      |
| Andrija Milošević  | Marko Savić        |
| Edvin Liverić      | Alex Kralj         |
| Vanda Božić        | Koraljka Gabrek    |
| Linda Begonja      | Monika Marinović   |
| Ivana Boban        | Sanja Poljak       |
| Hana Hegedušić     | Martina Spisić     |
| Jasna Bery         | Mira Brlek         |
| Ljubo Zečević      | Vlado Brlek        |
| Ivan Pelušić       | Davor Brlek        |
| Edis Žilić         | Nikola Buljubasić  |
| Ankica Dobrić      | Sofija Glowatzky   |
| Ante Čedo Martinić | Viktor Glowatzky   |
| Kristina Bajza     | Ines               |
| Saša Buneta        | Branko Kovačević   |